# 人民企业
人民企业（德語：Volkseigener Betrieb，缩写为VEB）是东德企业的主要法律形式。1945年至1960年代初，东德的私有企业被大规模国有化，包括1954年的33家先前被苏联占领的企业。
人民企业的总经理被称为工厂管理者（德語：Werkleiter、Werkdirektor或Betriebdirektor）。其职责为协助工厂德国统一社会党党委（Betriebsparteiorganisation）第一书记以及工会主席（Betriebsgewerkschaftsleitung）对工厂进行管理。

VEB 的完整標誌。

最初东德的人民企业由人民企业协会（Vereinigung Volkseigener Betriebe，VVB）管理，以巩固生产、减少浪费。1979年成立了人民企业联合会（VEB Kombinate），东德国家计划委员会负责管理联合会内所有公有企业。
1989年，人民企业的雇员占东德的劳动力总数的79.9%。1990年两德统一后，在原东德地区引进了市场经济，约8000家人民企业由新成立的信託機構接管，监督东德的国有财产私有化。
有时，领导人或其他名字会加入公司名称中作为超额完成工作指标的激励，如“人民企业瓦爾特·烏布利希洛伊纳化工厂”等。